# بيتر كريغر
بيتر كريغر (بالألمانية: Peter Krieger)‏ (30 نوفمبر 1929 في ألمانيا - 1981) هو لاعب كرة قدم ألماني في مركز الهجوم. شارك مع منتخب سارلاند لكرة القدم. أما مع النوادي، فقد لعب مع نادي ساربروكن ونادي شتوتغارت.

## مسيرته الكروية
لعب بيتر كريغر خلال مسيرته الاحترافية مع نادِ واحدٍ في سبعة مواسم وسجل خلالها 40 هدف ضمن 156 مباراة. ولم يفز بأي موسم بالكأس أو بالدوري.
خاض بيتر كريغر مسيرته مع سار 05 ساربروكن ‏ في موسم 1955–56 ليلعب معه سبعة مواسم، مشاركًا في 156 مباراة سجل خلالها 40 هدف.

## وصلات خارجية
- بيتر كريغر على موقع قاعدة بيانات كرة القدم.إي يو (الإنجليزية)
- بيتر كريغر على موقع ناشيونال فوتبول تيمز (الإنجليزية)
- بيتر كريغر على موقع عالم كرة القدم.نت (الإنجليزية)